# Thomas Kurz (Diplomat)
Thomas Kurz (* 1961) ist ein deutscher Diplomat. Er war von 2019 bis 2023 Botschafter in Ruanda. Seit 2024 ist er Botschafter in der Slowakei.

## Leben
Thomas Kurz erlangte 1980 in Bad Kreuznach die Allgemeine Hochschulreife und studierte nach Ableistung des Zivildienstes Germanistik, Philosophie und Geschichte in Freiburg und Paris. Er schloss seine Studien mit einer Promotion in Geschichte bei Heinrich August Winkler ab und trat 1991 in den Auswärtigen Dienst ein.
Kurz ist verheiratet und hat drei Kinder.

## Laufbahn
Nach Beendigung des Vorbereitungsdienstes für den höheren Auswärtigen Dienst arbeitete Kurz von 1993 bis 1994 in der Wirtschaftsabteilung des Auswärtigen Amtes, wechselte dann als ständiger Vertreter des Botschafters nach Kampala (Uganda), kam 1997 zurück in das Auswärtige Amt, wo er bis 2000 in der Politischen Abteilung für Mittelosteuropa arbeitete und wechselte im Jahr 2000 zur Ständigen Vertretung der Bundesrepublik Deutschland bei der OSZE. Dort war er im Bereich Rüstungskontrolle tätig.
Nach seiner Rückkehr in das Auswärtige Amt im Jahr 2003 war er zunächst stellvertretender Referatsleiter in der Rechtsabteilung und wechselte 2005 in das Bundeskanzleramt, wo er bis 2008 als Referatsleiter unter anderem für die Auftragssteuerung des BND zuständig war. Zu seiner Tätigkeit in dieser Rolle wurde er im Juni 2015 im NSA-Untersuchungsausschuss befragt.
2008 wechselte Kurz als Vizepräsident zur Bundesakademie für Sicherheitspolitik, leitete dann von 2011 bis 2012 die Außenstelle Kundus der Botschaft in Afghanistan und wechselte danach als ständiger Vertreter des Botschafters nach Ankara, wo er bis 2015 blieb.
Nach einer weiteren Verwendung als Referatsleiter im Auswärtigen Amt wurde Kurz Mitte 2019 zum Botschafter in Ruanda, mit Dienstsitz in Kigali ernannt. Er folgte auf Peter Woeste. Im August 2023 wurde er in diesem Amt von Heike Uta Dettmann abgelöst. Im Sommer 2024 wurde er Botschafter in der Slowakei mit Sitz in Bratislava.

## Schriften
- Kurz, Thomas: Feindliche Brüder im deutschen Südwesten : Sozialdemokraten und Kommunisten in Baden und Württemberg von 1928 bis 1933. Duncker & Humblot, Berlin 1996, ISBN 3-428-08524-8 (Zugl.: Freiburg (Breisgau), Univ., Diss., 1994).
- Thomas Kurz: „Blutmai“. Sozialdemokraten und Kommunisten im Brennpunkt der Berliner Ereignisse von 1929. Mit einem Geleitwort von Heinrich August Winkler. Dietz (Nachf.), Berlin 1988, ISBN 978-3-8012-0131-9.